# Leichtathletik-Weltmeisterschaften 2017/100 m der Männer

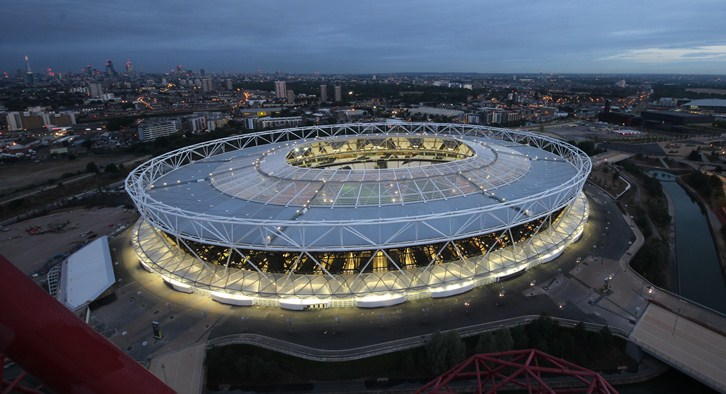
Das Olympiastadion London im Jahr 2017

Der 100-Meter-Lauf der Männer wurde bei den Leichtathletik-Weltmeisterschaften 2017 am 4. und 5. August 2017 im Olympiastadion der britischen Hauptstadt London ausgetragen.
In diesem Wettbewerb gab es einen US-amerikanischen Doppelsieg. Es gewann der Weltmeister von 2005, zweifache Vizeweltmeister (2013/2015), Olympiasieger von 2004, Olympiazweite von 2016 und Olympiadritte von 2012 Justin Gatlin. Er hatte außerdem über 200 Meter 2005 WM-Gold, 2015 WM-Silber und 2004 Olympiabronze errungen. Mit der 4-mal-100-Meter-Staffel seines Landes war er 2015 WM-Zweiter und 2004 Olympiazweiter geworden. Auch hier in London gab es für ihn am vorletzten Tag noch einmal WM-Silber mit der Sprintstaffel.
Rang zwei belegte Christian Coleman, der sieben Tage später zusammen mit Justin Gatlin in der Staffel eine zweite Silbermedaille errang.
Der bei Olympischen Spielen und Weltmeisterschaften auf den beiden kurzen Sprintstrecken seit 2008 dominierende Usain Bolt aus Jamaika gewann die Bronzemedaille.

## Rekorde

### Bestehende Rekorde
| Weltrekord               | Usain Bolt | 9,58 s | WM in Berlin | 16. August 2009 |
| Weltmeisterschaftsrekord | Usain Bolt | 9,58 s | WM in Berlin | 16. August 2009 |

### Rekordverbesserungen
Der bestehende WM-Rekord wurde bei diesen Weltmeisterschaften nicht eingestellt und nicht verbessert.
Es wurde ein Landesrekord aqufgestellt:

10,15 s – Ján Volko (Slowakei), dritter Vorlauf am 4. August bei einem Rückenwind von 0,915 m/s

## Vorausscheidung
In den Vorrunden oder Preliminaries starteten ausschließlich diejenigen Läufer, welche die von der IAAF gesetzte Norm von 10,12 Sekunden nicht erreicht hatten und auch keine Wildcard besaßen. Aus den vier Läufen der Vorausscheidung qualifizierten sich die drei Ersten jedes Laufes – hellblau unterlegt – und zusätzlich die beiden Zeitschnellsten – hellgrün unterlegt – für die Teilnahme an der darauf folgenden Runde, den Vorläufen.

### Lauf 1
4. August 2017, August 2017 19:00 Uhr Ortszeit (21:00 Uhr MESZ)

Wind: +1,4 m/s
| Platz | Bahn | Name                   | Land        | Zeit (s) |
| ----- | ---- | ---------------------- | ----------- | -------- |
| 1     | 6    | Emmanuel Matadi        | Liberia     | 10,27    |
| 2     | 3    | Brendon Rodney         | Kanada      | 10,37    |
| 3     | 8    | Mark Odhiambo          | Kenia       | 10,37    |
| 4     | 4    | Phearath Nget          | Kambodscha  | 10,99 SB |
| 5     | 8    | Masbah Ahmmed          | Bangladesch | 11,08    |
| 6     | 2    | Mohamed Lamine Dansoko | Guinea      | 11,41 SB |
| 7     | 5    | Dysard Dageago         | Nauru       | 11,60    |

### Lauf 2
4. August 2017, August 2017 19:08 Uhr Ortszeit (21:08 Uhr MESZ)

Wind: +1,1 m/s
| Platz | Bahn | Name              | Land                | Zeit (s) |
| ----- | ---- | ----------------- | ------------------- | -------- |
| 1     | 4    | Emre Zafer Barnes | Türkei              | 10,22    |
| 2     | 6    | Cavaughn Walsh    | Antigua und Barbuda | 10,44    |
| 3     | 2    | Hassan Saaid      | Malediven           | 10,45    |
| 4     | 7    | Dylan Sicobo      | Seychellen          | 11,01    |
| 5     | 8    | Jeki Lanki        | Marshallinseln      | 11,91 PB |
| 6     | 3    | Mobera Tonana     | Kiribati            | 11,91 SB |
| 7     | 5    | Ielu Tamoa        | Tuvalu              | 12,12 PB |

### Lauf 3
4. August 2017, August 2017 19:16 Uhr Ortszeit (21:16 Uhr MESZ)

Wind: +0,9 m/s
| Platz | Bahn | Name                    | Land          | Zeit (s) |
| ----- | ---- | ----------------------- | ------------- | -------- |
| 1     | 3    | Ján Volko               | Slowakei      | 10,15 NR |
| 2     | 6    | Mario Burke             | Barbados      | 10,22    |
| 3     | 8    | Abdullah Abkar Mohammed | Saudi-Arabien | 10,23 SB |
| 4     | 2    | Rolando Palacios        | Honduras      | 10,73    |
| 5     | 7    | Bùi Bá Hạnh             | Vietnam       | 10,76 SB |
| 6     | 4    | Said Gilani             | Afghanistan   | 11,13 PB |
| 7     | 5    | Paul Ma’unikeni         | Salomonen     | 11,31 PB |

### Lauf 4
4. August 2017, August 2017 19:24 Uhr Ortszeit (21:24 Uhr MESZ)

Wind: +0,7 m/s
| Platz | Bahn | Name                    | Land                               | Zeit (s) |
| ----- | ---- | ----------------------- | ---------------------------------- | -------- |
| 1     | 3    | Ramon Gittens           | Barbados                           | 10,25    |
| 2     | 5    | Joseph Millar           | Neuseeland                         | 10,29    |
| 3     | 6    | Warren Fraser           | Bahamas                            | 10,30    |
| 4     | 8    | Ambdoul Karim Riffayn   | Komoren                            | 10,59    |
| 5     | 4    | Jean Tarcicius Batambok | Kamerun                            | 10,71 SB |
| 6     | 2    | Scott Fiti              | Föderierte Staaten von Mikronesien | 11,23 PB |
| 7     | 3    | Gwynn Uehara            | Palau                              | 11,47 SB |

## Vorläufe
Aus den sechs Vorläufen qualifizierten sich die jeweils drei Ersten jedes Laufes – hellblau unterlegt – und zusätzlich die sechs Zeitschnellsten – hellgrün unterlegt – für das Halbfinale.

### Lauf 1

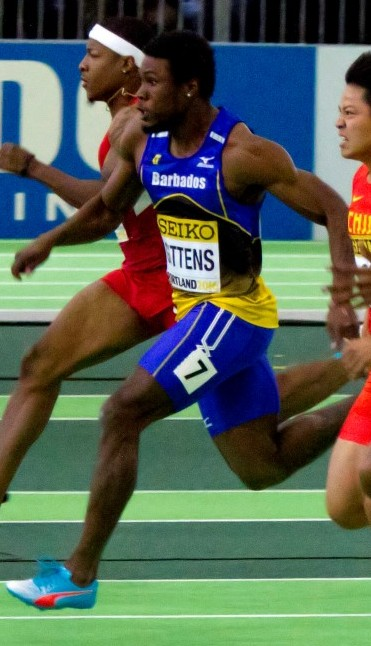
Ramon Gittens – ausgeschieden als Fünfter in 10,24 s
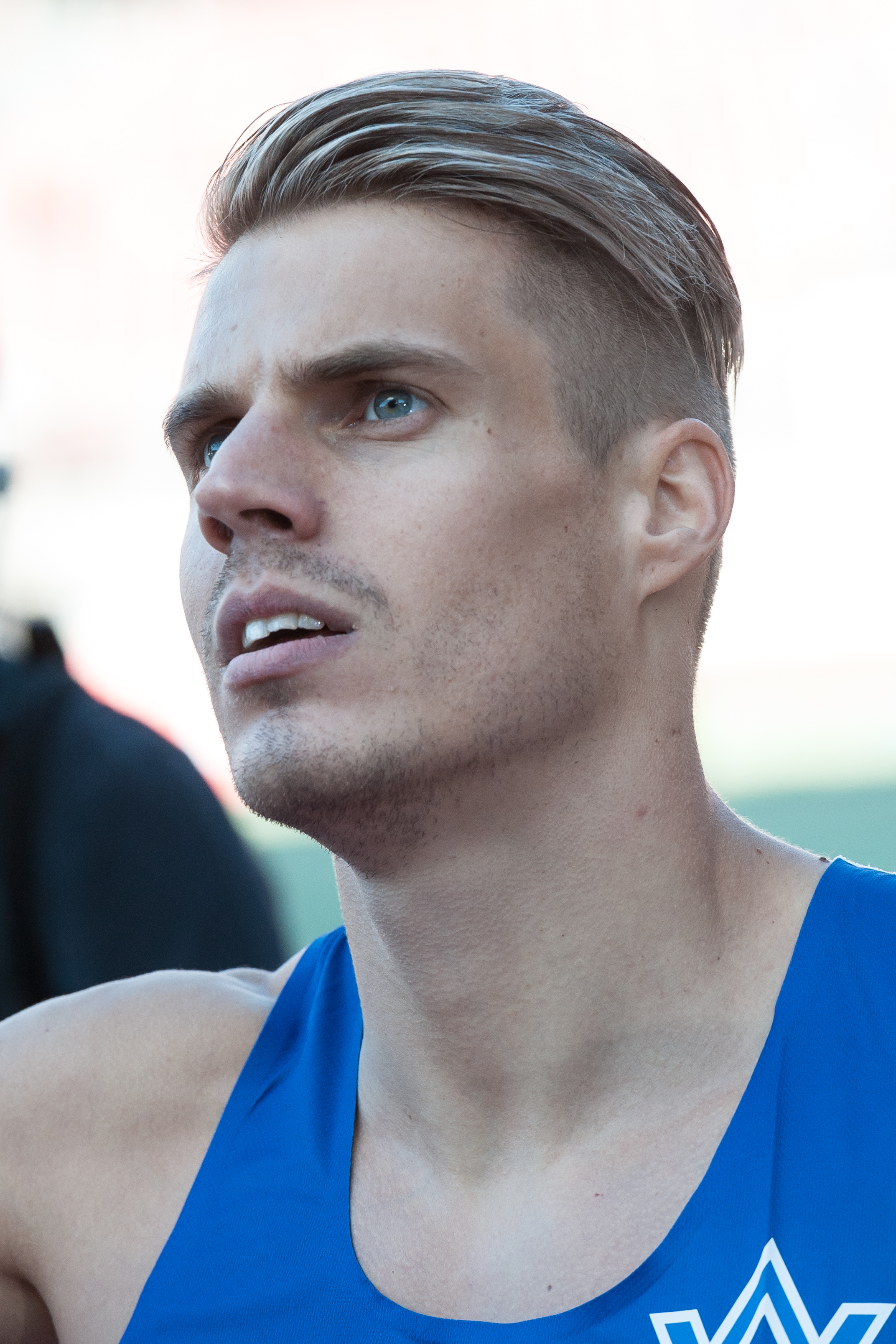
Julian Reus – ausgeschieden als Sechster in 10,25 s

4. August 2017, 20:20 Uhr (21:20 Uhr MESZ)

Wind: −0,1 m/s
| Platz | Bahn | Name                    | Land                | Zeit (s) |
| ----- | ---- | ----------------------- | ------------------- | -------- |
| 1     | 9    | Christian Coleman       | USA                 | 10,01    |
| 2     | 5    | Jak Ali Harvey          | Türkei              | 10,13    |
| 3     | 4    | Cejhae Greene           | Antigua und Barbuda | 10,21    |
| 4     | 3    | Emmanuel Matadi         | Liberia             | 10,24    |
| 5     | 6    | Ramon Gittens           | Barbados            | 10,24    |
| 6     | 7    | Julian Reus             | Deutschland         | 10,25    |
| 7     | 2    | Senoj-Jay Givans        | Jamaika             | 10,30    |
| 8     | 8    | Jean Tarcicius Batambok | Kamerun             | 10,75    |

### Lauf 2

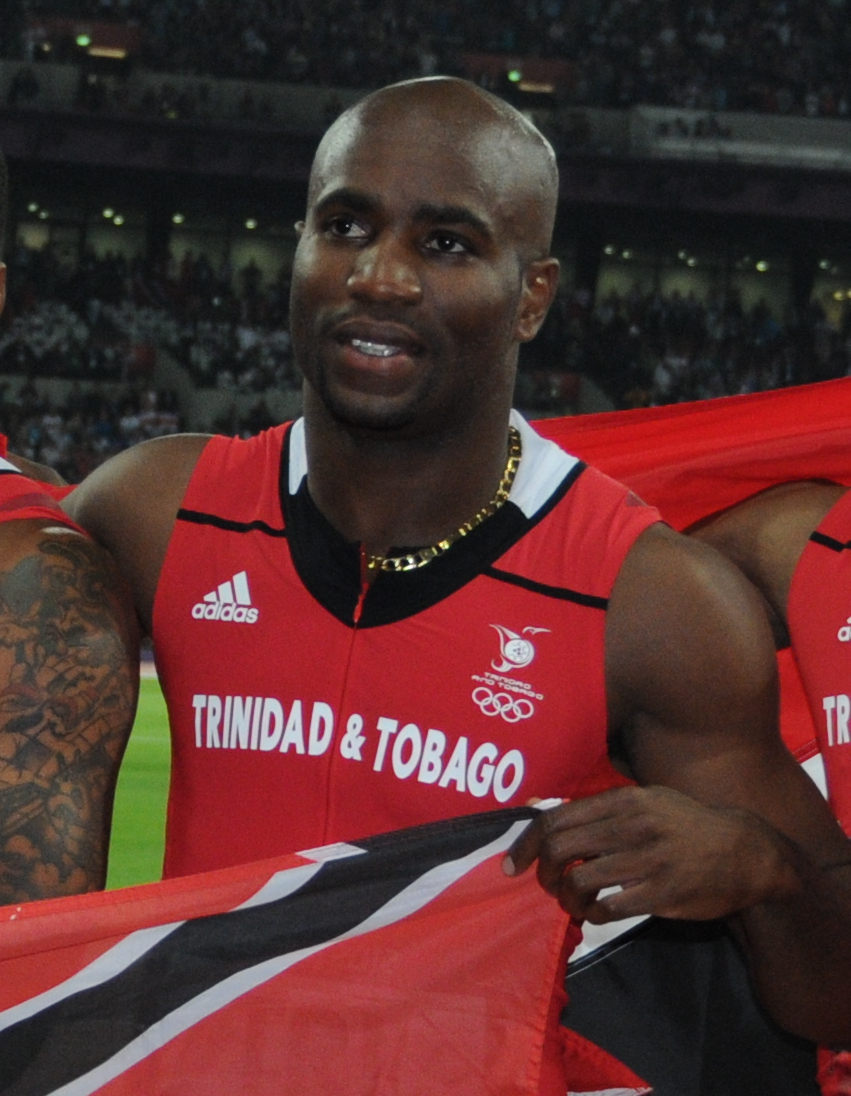
Emmanuel Callender – ausgeschieden als Fünfter in 10,25 s
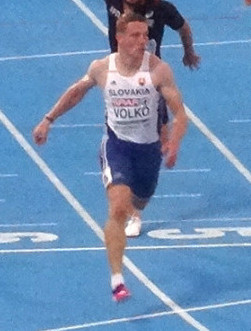
Ján Volko – ausgeschieden als Sechster in 10,25 s

4. August 2017, 20:28 Uhr (21:28 Uhr MESZ)

Wind: −0,6 m/s
| Platz | Bahn | Name                   | Land                | Zeit (s) |
| ----- | ---- | ---------------------- | ------------------- | -------- |
| 1     | 3    | Abdul Hakim Sani Brown | Japan               | 10,05 PB |
| 2     | 9    | Yohan Blake            | Jamaika             | 10,13    |
| 3     | 6    | Xie Zhenye             | Volksrepublik China | 10,13    |
| 4     | 7    | Emre Zafer Barnes      | Türkei              | 10,22    |
| 5     | 8    | Emmanuel Callender     | Trinidad und Tobago | 10,25    |
| 6     | 5    | Ján Volko              | Slowakei            | 10,25    |
| 7     | 4    | David Lima             | Portugal            | 10,41    |
| 8     | 2    | Ambdoul Karim Riffayn  | Komoren             | 10,72    |

### Lauf 3

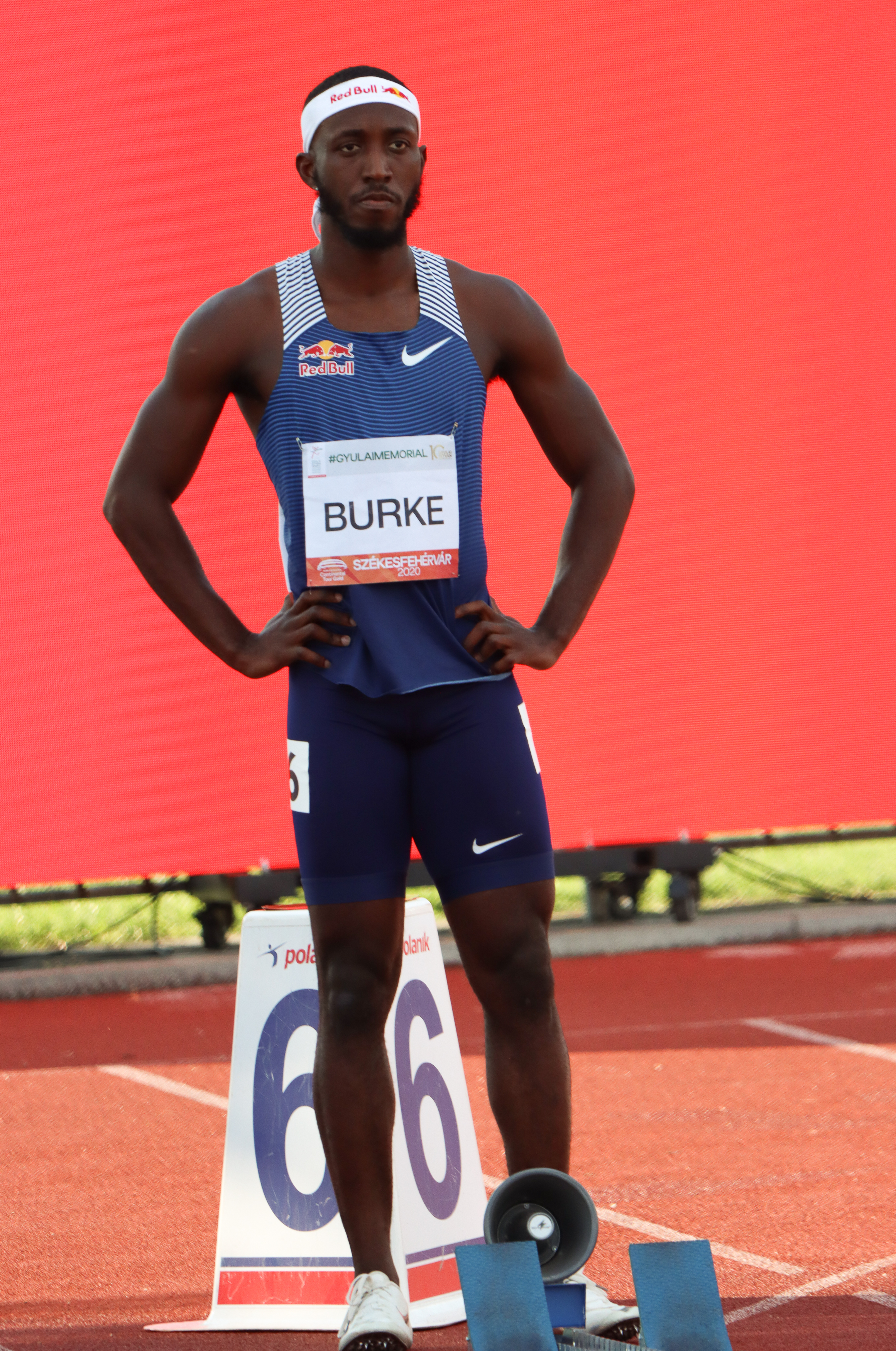
Mario Burke – ausgeschieden als Sechster in 10,42 s
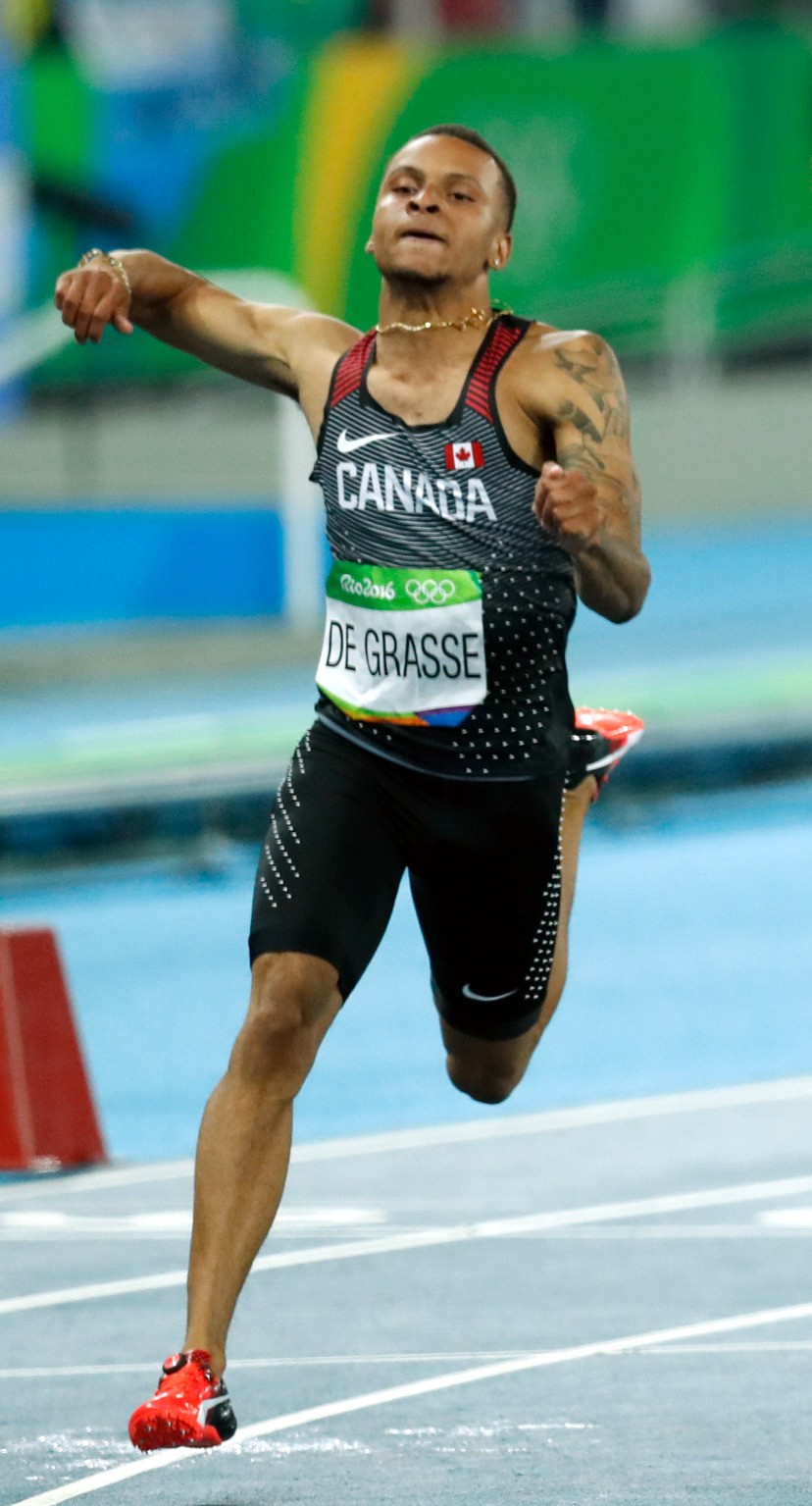
Andre De Grasse – gemeldet, jedoch nicht gestartet

4. August 2017, 20:36 Uhr (21:36 Uhr MESZ)

Wind: ±0,0 m/s
| Platz | Bahn | Name              | Land           | Zeit (s) |
| ----- | ---- | ----------------- | -------------- | -------- |
| 1     | 4    | Julian Forte      | Jamaika        | 9,99 PB  |
| 2     | 6    | Ben Youssef Meïté | Elfenbeinküste | 10,02    |
| 3     | 2    | Reece Prescod     | Großbritannien | 10,03 PB |
| 4     | 5    | Akani Simbine     | Südafrika      | 10,15    |
| 5     | 3    | Alex Wilson       | Schweiz        | 10,24    |
| 6     | 7    | Mario Burke       | Barbados       | 10,42    |
| 7     | 8    | Hassan Saaid      | Malediven      | 10,45    |
| DNS   | 9    | Andre De Grasse   | Kanada         |          |

### Lauf 4

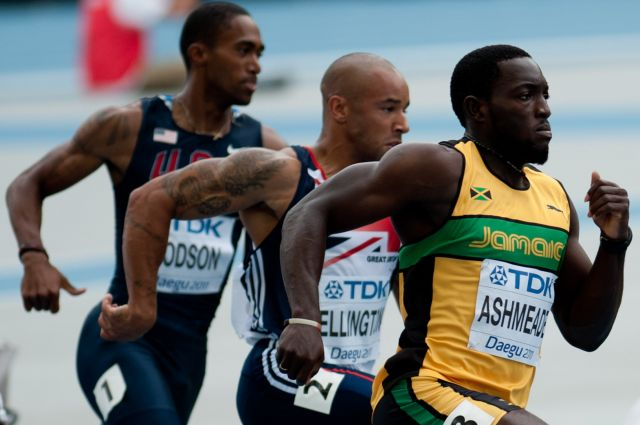
Jeremy Dodson (ganz links) – ausgeschieden als Siebter in 10,52 s

4. August 2017, 20:44 Uhr (21:44 Uhr MESZ)

Wind: −0,2 m/s
| Platz | Bahn | Name                | Land                | Zeit (s)                    |
| ----- | ---- | ------------------- | ------------------- | --------------------------- |
| 1     | 4    | Su Bingtian         | Volksrepublik China | 10,03 SB                    |
| 2     | 2    | Chijindu Ujah       | Großbritannien      | 10,07                       |
| 3     | 9    | Christopher Belcher | USA                 | 10,13                       |
| 4     | 3    | Asuka Cambridge     | Japan               | 10,21                       |
| 5     | 5    | Joseph Millar       | Neuseeland          | 10,31                       |
| 6     | 8    | Mark Odhiambo       | Kenia               | 10,37                       |
| 7     | 6    | Jeremy Dodson       | Samoa               | 10,52                       |
| DSQ   | 7    | Mosito Lehata       | Lesotho             | IAAF Rule 162.7 – Fehlstart |

### Lauf 5

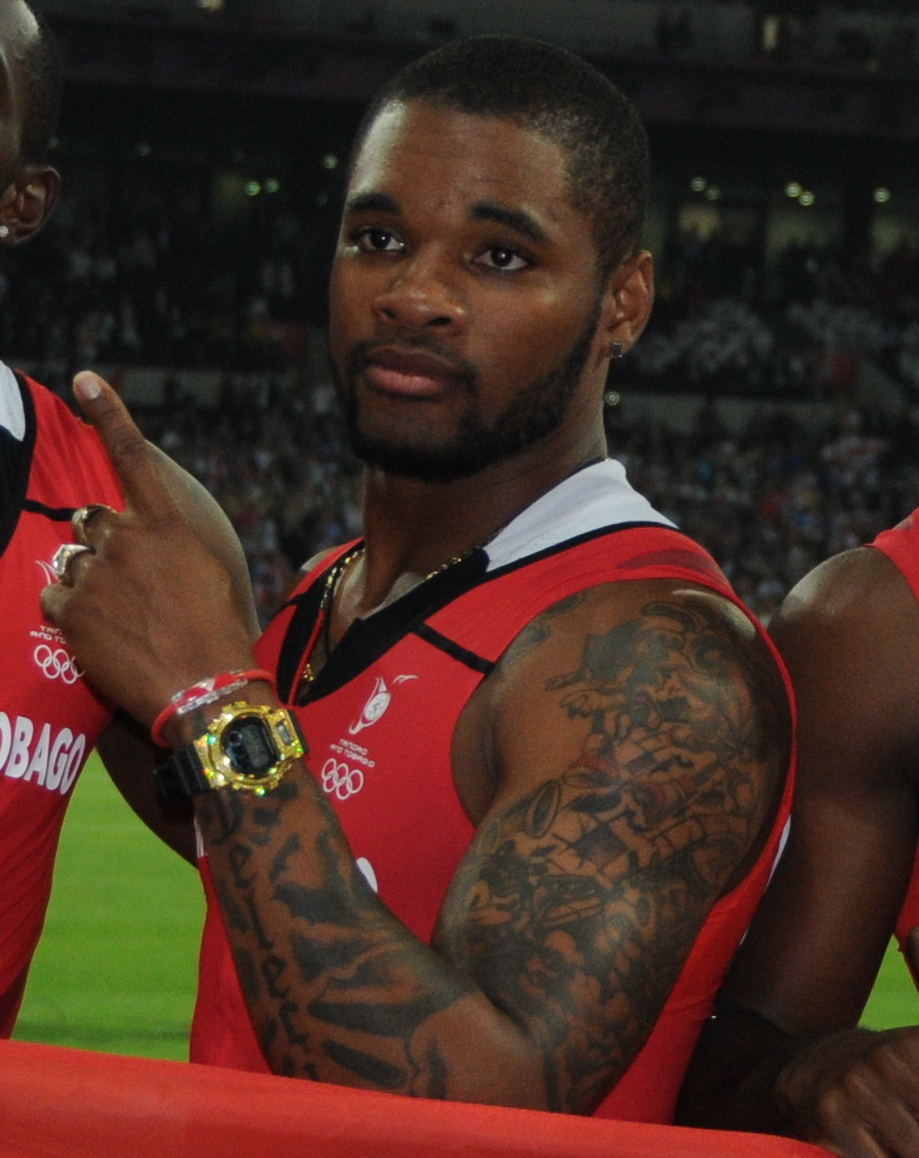
Keston Bledman – ausgeschieden als Vierter in 10,26 s
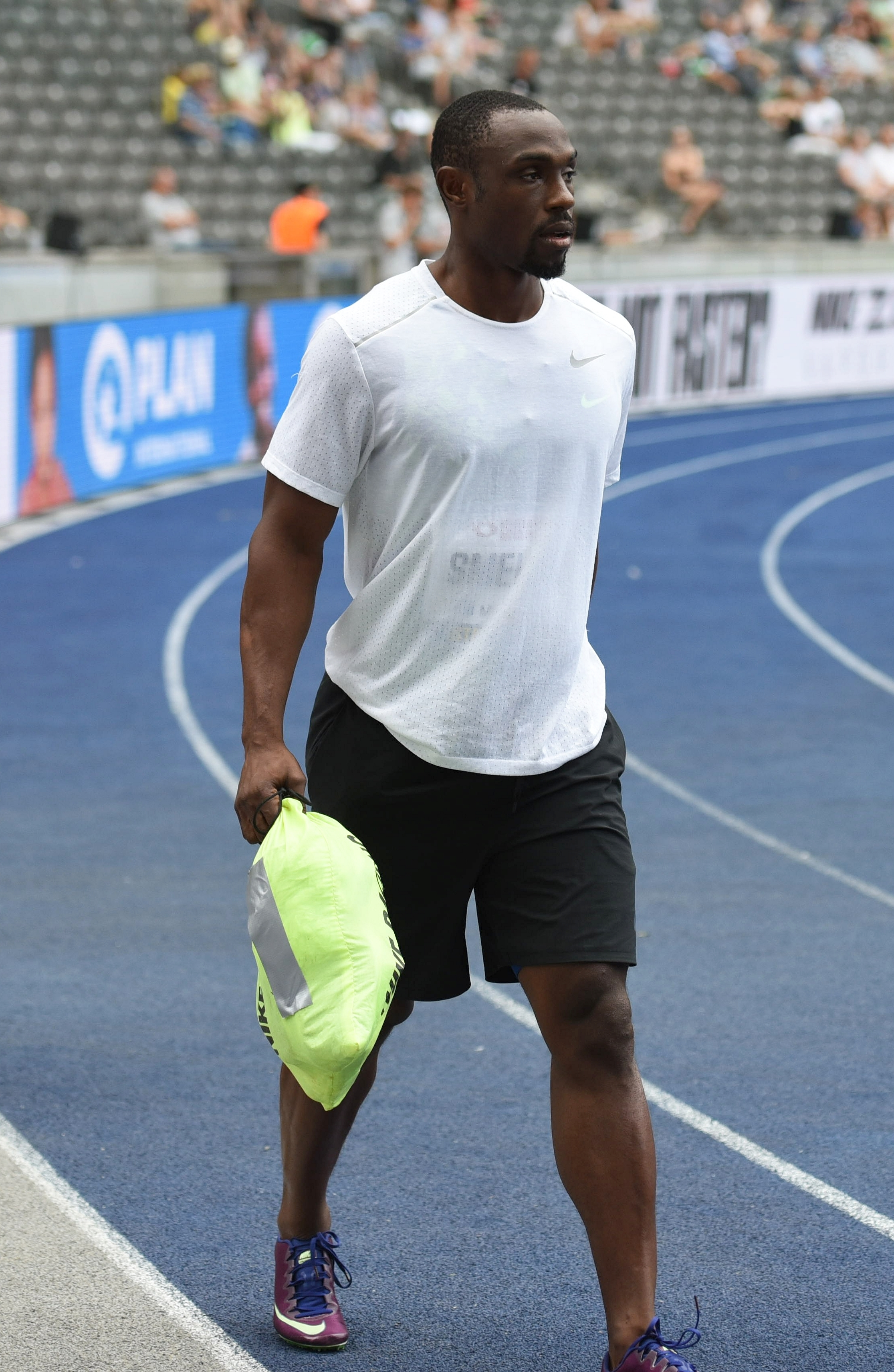
Gavin Smellie – ausgeschieden als Fünfter in 10,29 s

4. August 2017, 20:52 Uhr (21:52 Uhr MESZ)

Wind: −0,9 m/s
| Platz | Bahn | Name                    | Land                | Zeit (s)                    |
| ----- | ---- | ----------------------- | ------------------- | --------------------------- |
| 1     | 5    | Justin Gatlin           | USA                 | 10,05                       |
| 2     | 7    | Andrew Fisher           | Bahrain             | 10,19                       |
| 3     | 3    | Kim Kuk-young           | Südkorea            | 10,24                       |
| 4     | 2    | Keston Bledman          | Trinidad und Tobago | 10,26                       |
| 5     | 6    | Gavin Smellie           | Kanada              | 10,29                       |
| 6     | 8    | Abdullah Abkar Mohammed | Saudi-Arabien       | 10,31                       |
| DSQ   | 9    | Thando Roto             | Südafrika           | IAAF Rule 162.7 – Fehlstart |
| DNS   | 4    | Chavaughn Walsh         | Antigua und Barbuda |                             |

### Lauf 6

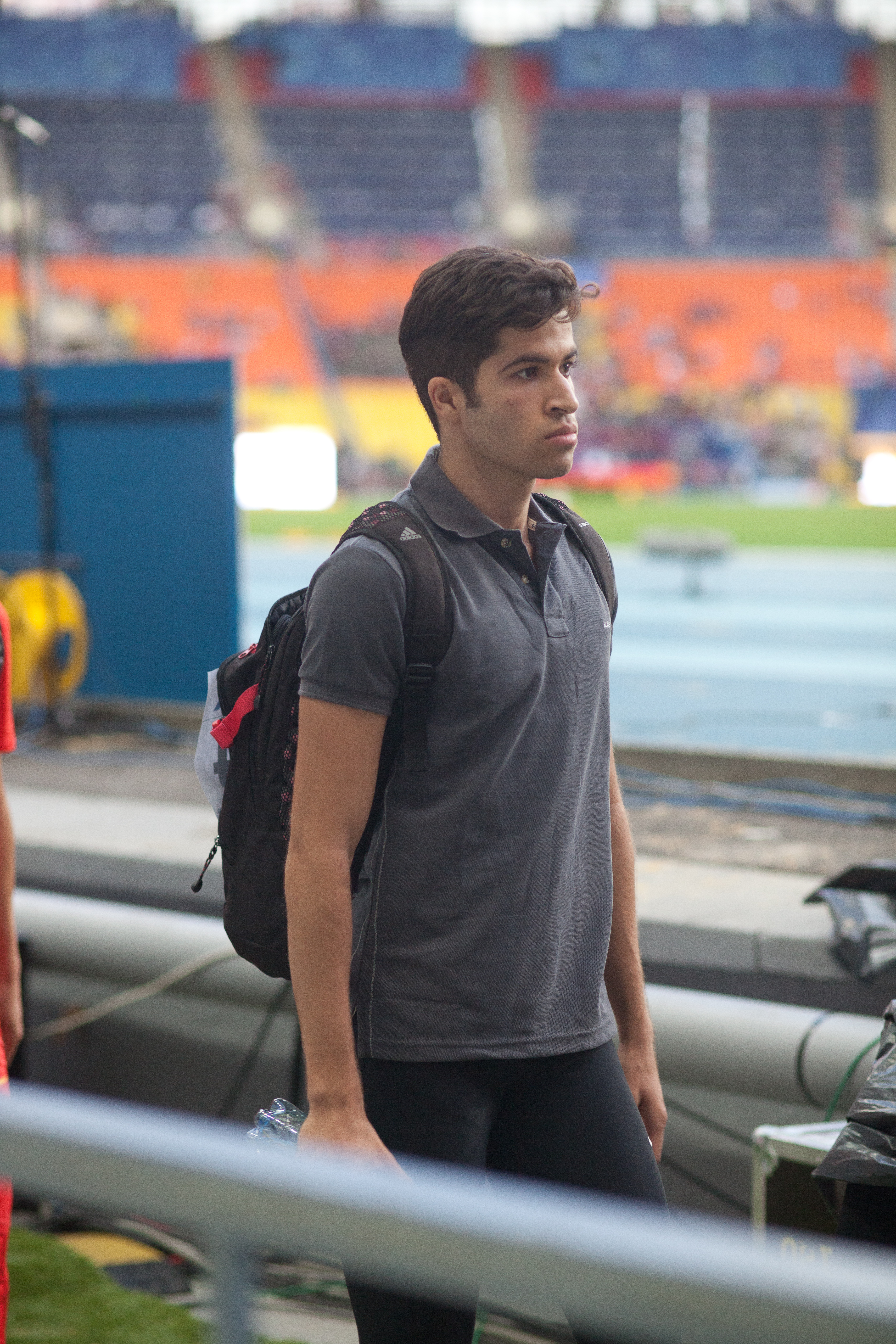
Hassan Taftian – ausgeschieden als Fünfter in 10,34 s
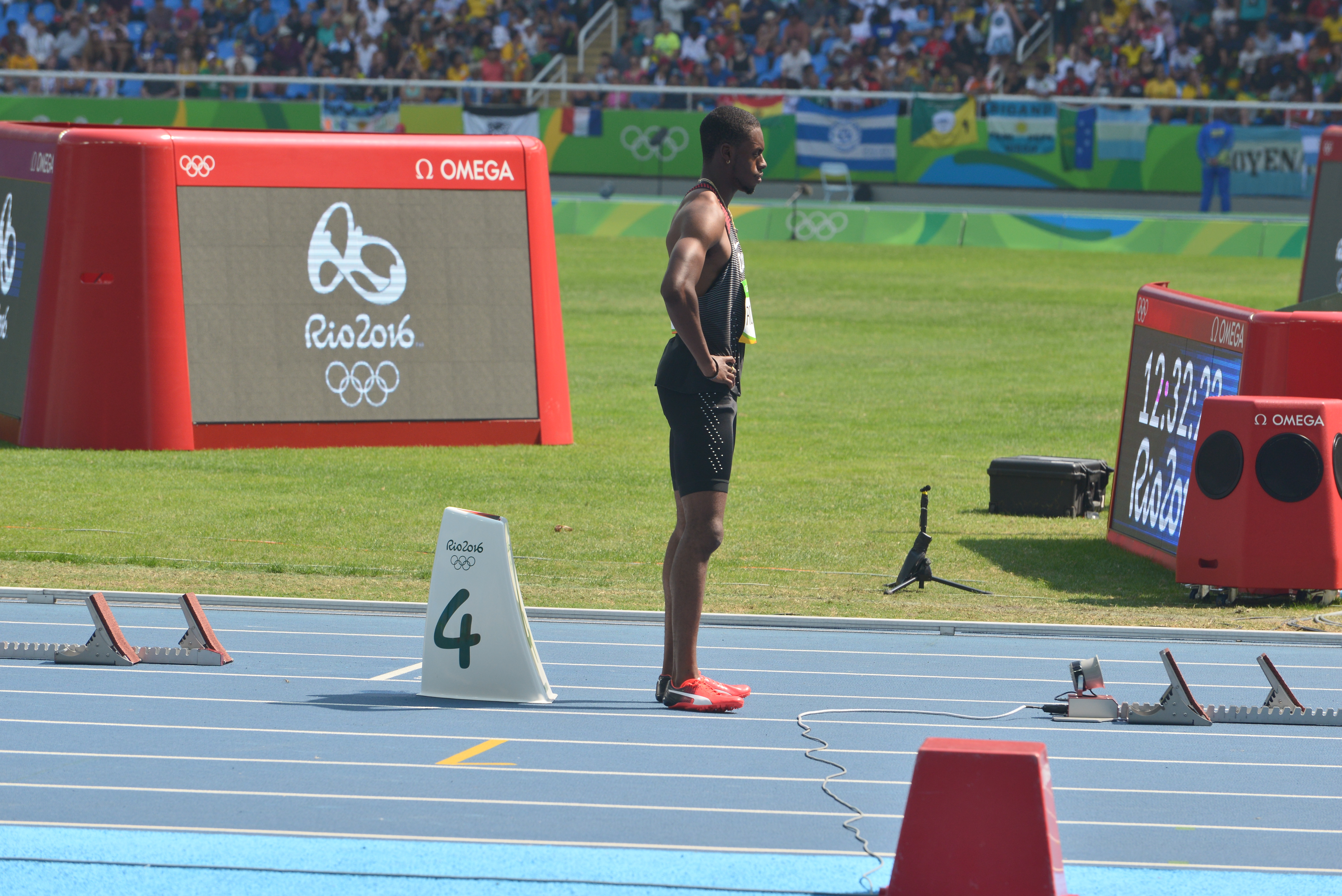
Brendon Rodney – ausgeschieden als Sechster in 10,36 s

4. August 2017, 21:00 Uhr (21:00 Uhr MESZ)

Wind: +0,3 m/s
| Platz | Bahn | Name            | Land           | Zeit (s) |
| ----- | ---- | --------------- | -------------- | -------- |
| 1     | 7    | Usain Bolt      | Jamaika        | 10,07    |
| 2     | 4    | James Dasaolu   | Großbritannien | 10,13    |
| 3     | 3    | Jimmy Vicaut    | Frankreich     | 10,15    |
| 4     | 6    | Shuhei Tada     | Japan          | 10,19    |
| 5     | 9    | Hassan Taftian  | Iran           | 10,34    |
| 6     | 2    | Brendon Rodney  | Kanada         | 10,36    |
| 7     | 8    | Warren Fraser   | Bahamas        | 10,42    |
| 8     | 5    | Diego Palomeque | Kolumbien      | 10,51    |

## Halbfinale
Aus den drei Halbfinalläufen qualifizierten sich die beiden Ersten jedes Laufes – hellblau unterlegt – und zusätzlich die beiden Zeitschnellsten – hellgrün unterlegt – für das Finale.

### Lauf 1

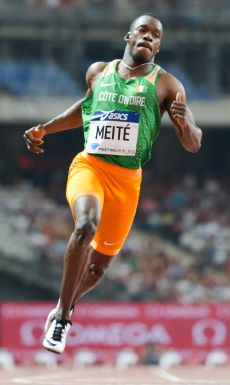
Ben Youssef Meïté – ausgeschieden als Dritter in 10,12 s

5. August 2017, 19:05 Uhr (20:05 Uhr MESZ)

Wind: −0,5 m/s
| Platz | Bahn | Name              | Land                | Zeit (s) |
| ----- | ---- | ----------------- | ------------------- | -------- |
| 1     | 2    | Akani Simbine     | Südafrika           | 10,05    |
| 2     | 6    | Justin Gatlin     | USA                 | 10,09    |
| 3     | 7    | Ben Youssef Meïté | Elfenbeinküste      | 10,12    |
| 4     | 5    | Julian Forte      | Jamaika             | 10,13    |
| 5     | 4    | James Dasaolu     | Großbritannien      | 10,22    |
| 6     | 3    | Asuka Cambridge   | Japan               | 10,25    |
| 7     | 9    | Xie Zhenye        | Volksrepublik China | 10,28    |
| 8     | 8    | Kim Kuk-young     | Südkorea            | 10,40    |

Im ersten Halbfinale ausgeschiedene Läufer:

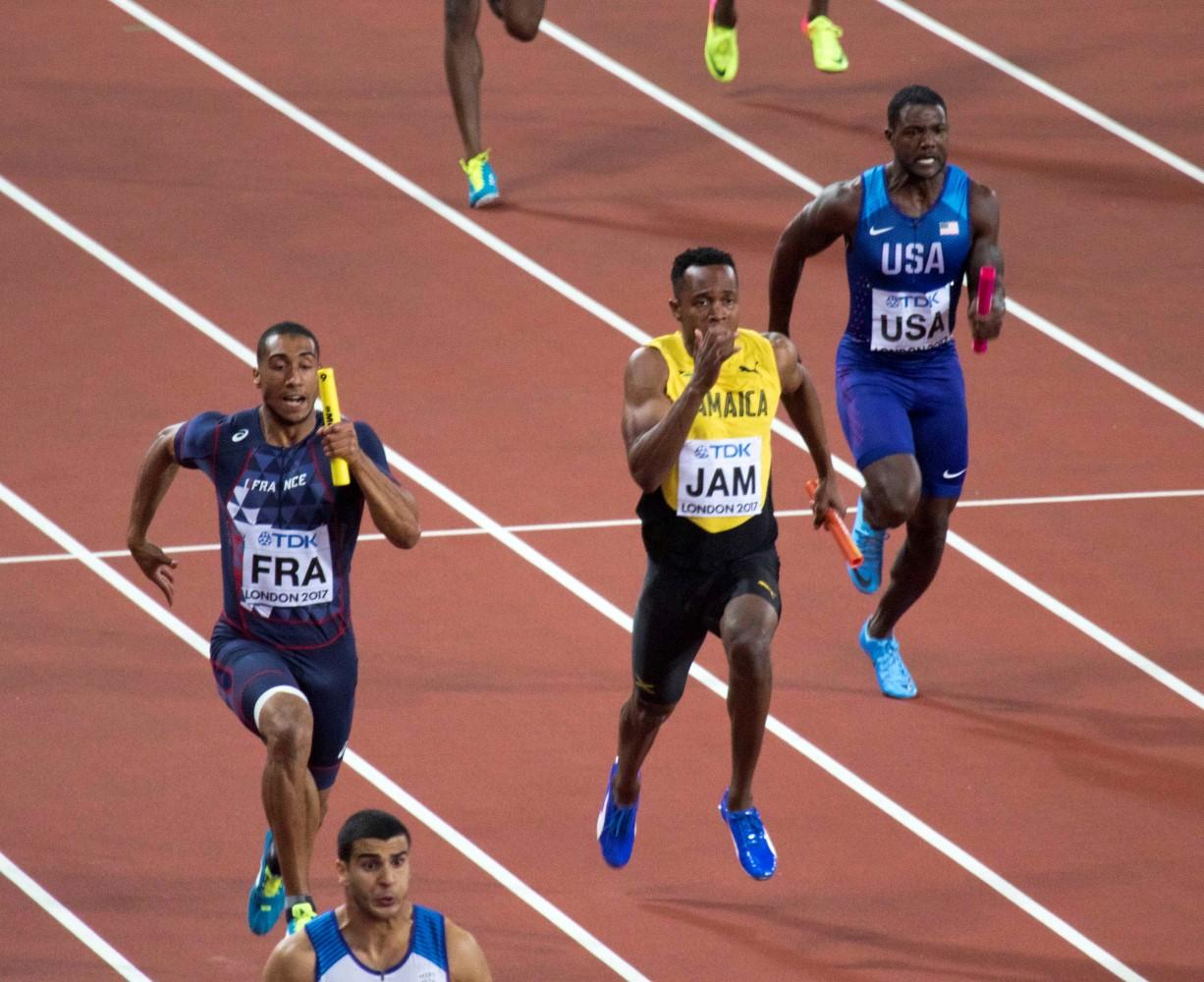
Julian Forte (gelbes Trikot) Rang vier in 10,13 s
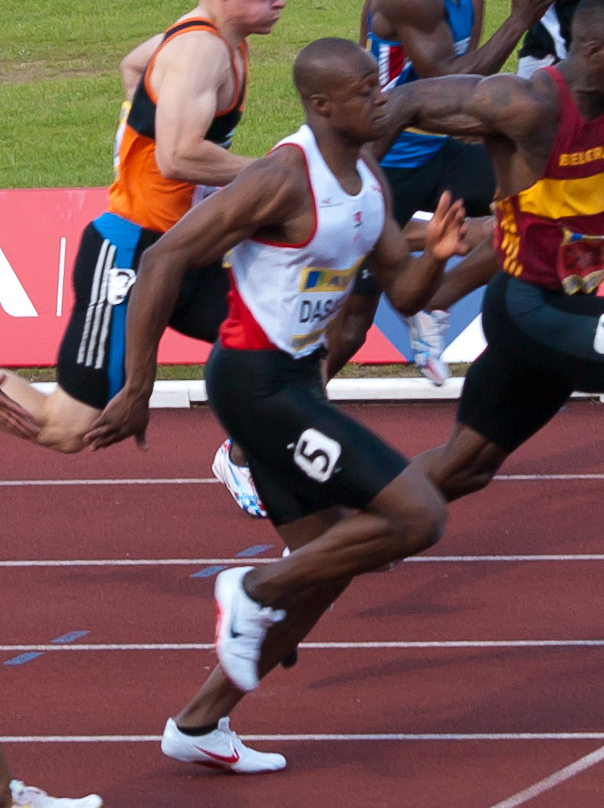
James Dasaolu Rang fünf in 10,22 s
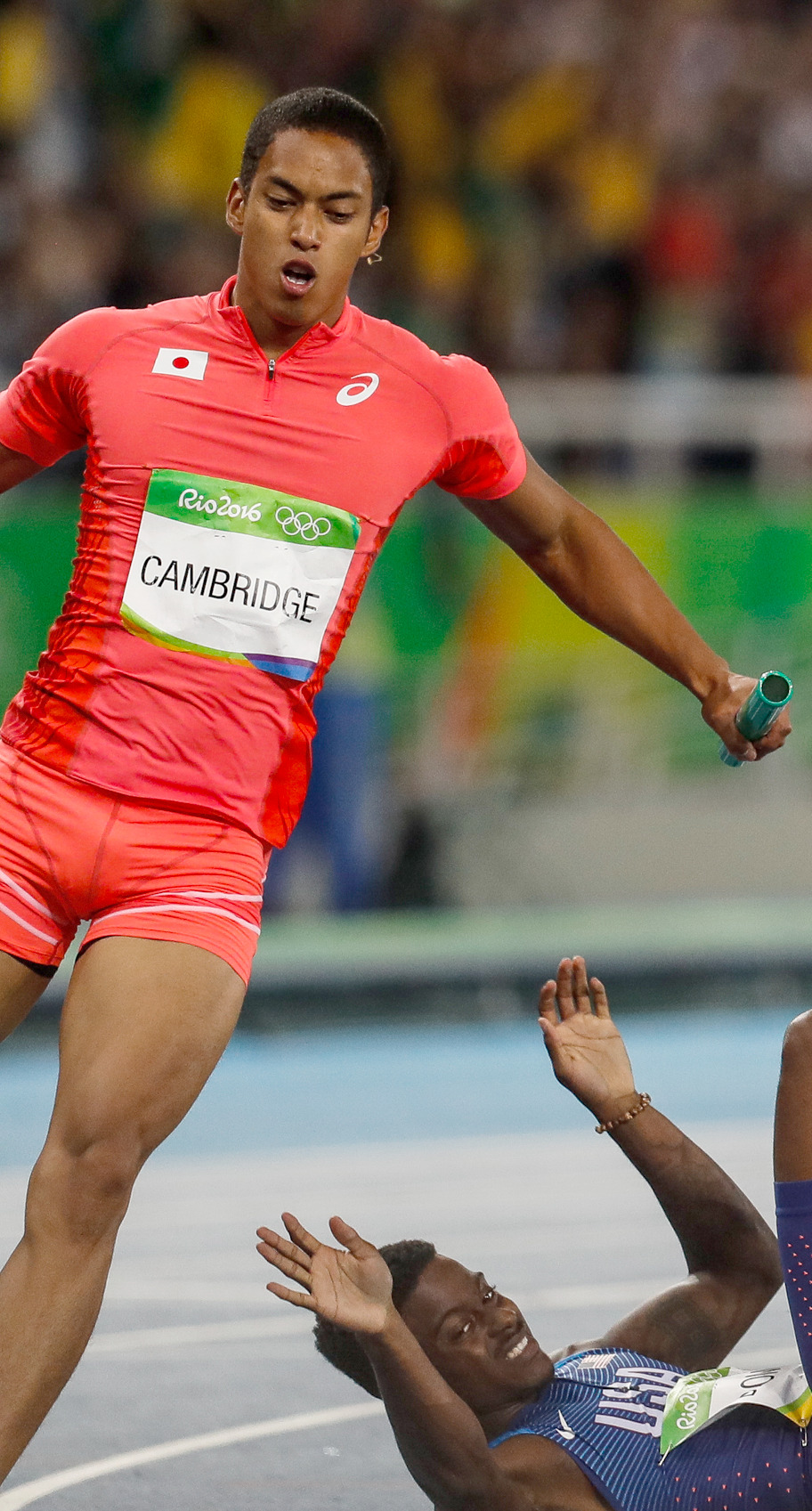
James Dasaolu Rang fünf in 10,22 s
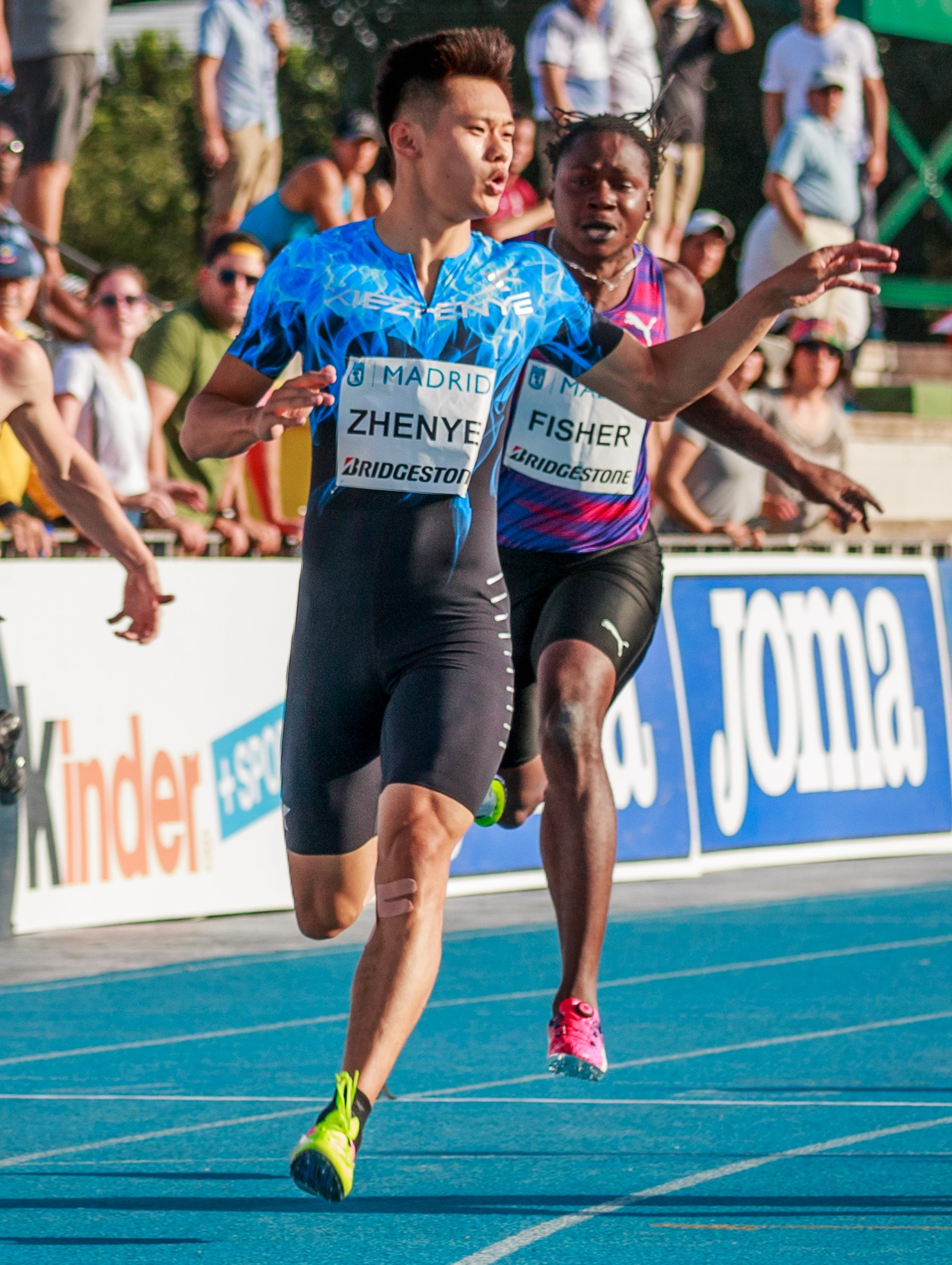
Xie Zhenye Rang sieben in 10,28 s
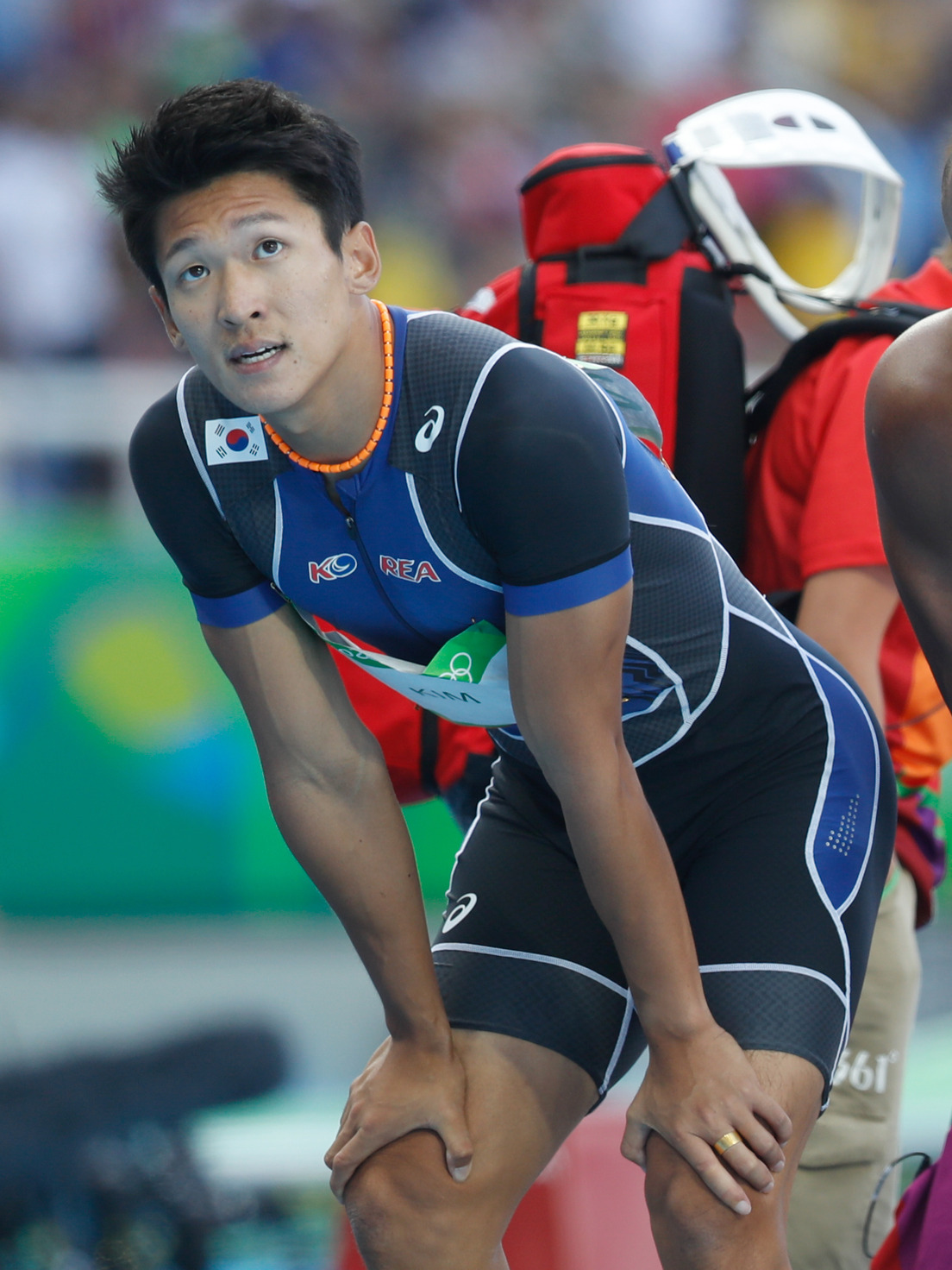
Kim Kuk-young Rang acht in 10,40 s

### Lauf 2
5. August 2017, 19:12 Uhr (20:12 Uhr MESZ)

Wind: −0,2 m/s
| Platz | Bahn | Name                   | Land                | Zeit (s) |
| ----- | ---- | ---------------------- | ------------------- | -------- |
| 1     | 4    | Yohan Blake            | Jamaika             | 10,04    |
| 2     | 9    | Reece Prescod          | Großbritannien      | 10,05    |
| 3     | 6    | Su Bingtian            | Volksrepublik China | 10,10    |
| 4     | 7    | Jak Ali Harvey         | Türkei              | 10,16    |
| 5     | 8    | Christopher Belcher    | USA                 | 10,20    |
| 6     | 2    | Emmanuel Matadi        | Liberia             | 10,20    |
| 7     | 5    | Abdul Hakim Sani Brown | Japan               | 10,28    |
| 8     | 3    | Alex Wilson            | Schweiz             | 10,30    |

Im zweiten Halbfinale ausgeschiedene Läufer:

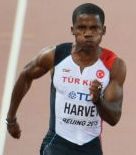
Jak Ali Harvey Rang vier in 10,16 s
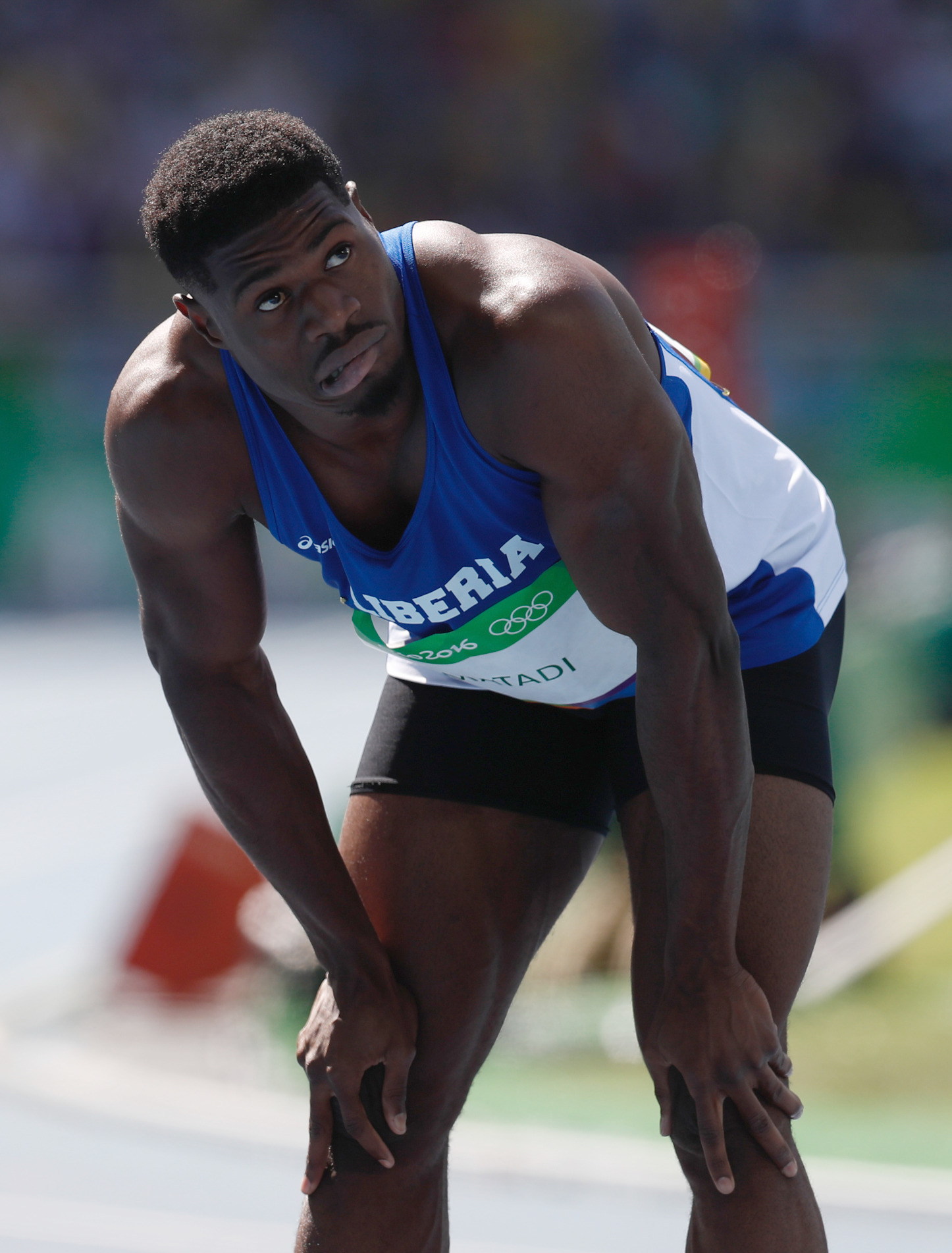
Emmanuel Matadi Rang sechs in 10,20 s
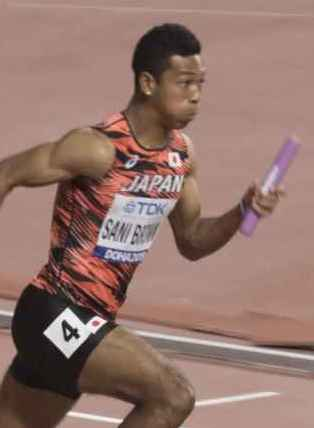
Abdul Hakim Sani Brown Rang sieben in 10,28 s
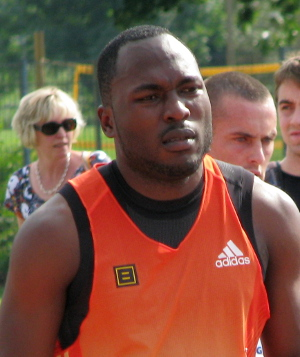
Alex Wilson Rang acht in 10,30 s

### Lauf 3

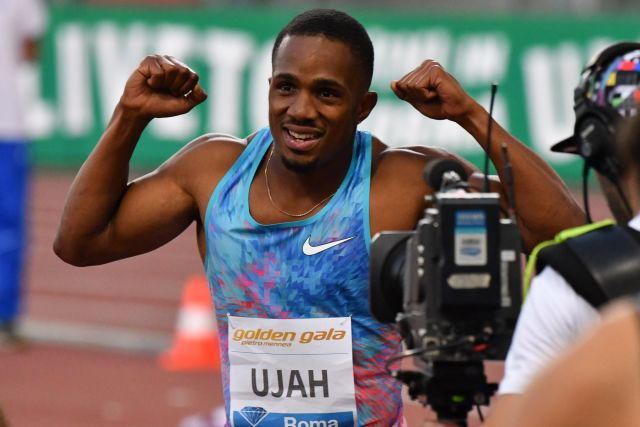
Chijindu Ujah – ausgeschieden als Vierter in 10,12 s
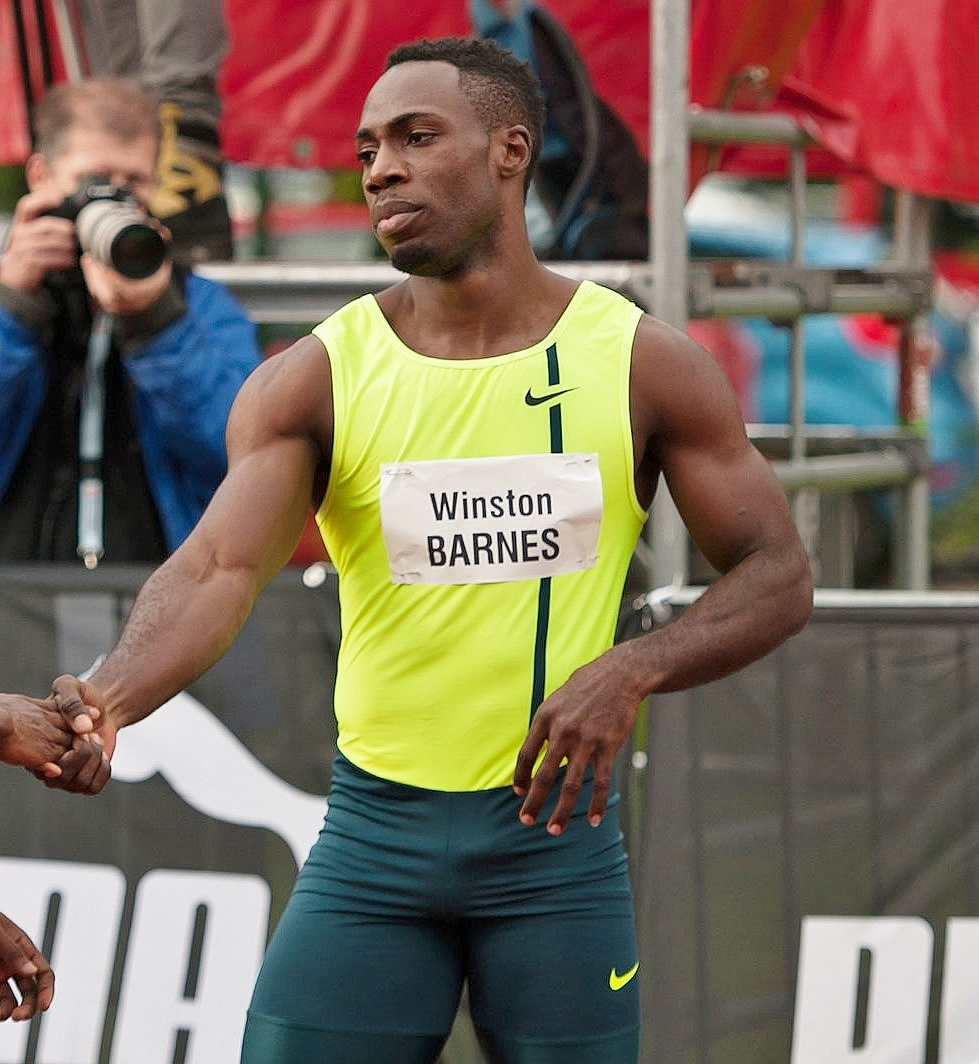
Emre Zafer Barnes – ausgeschieden als Sechster in 10,27 s
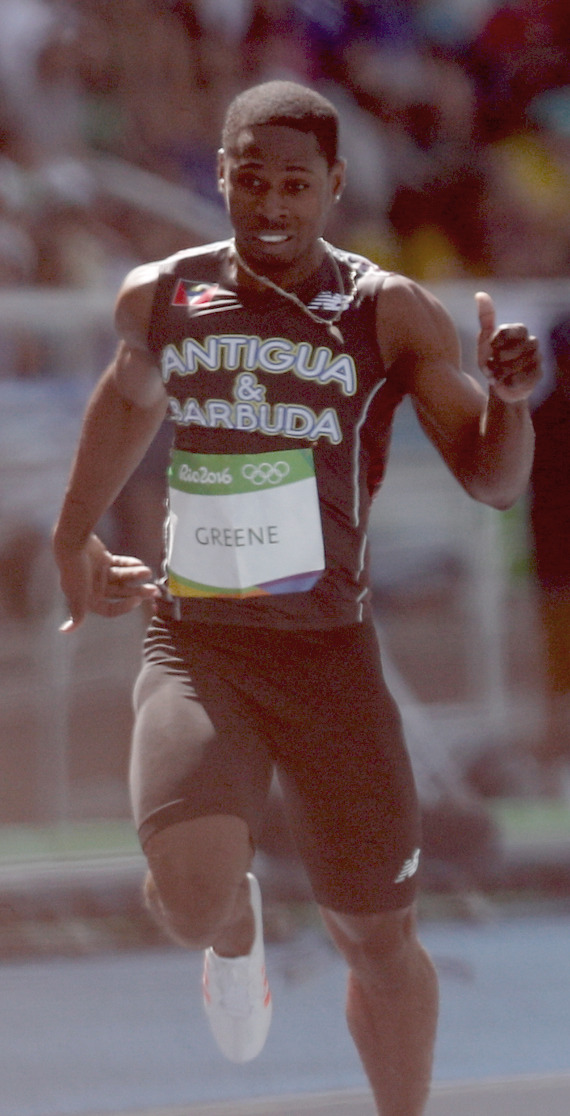
Cejhae Greene – ausgeschieden als Achter in 10,64 s

5. August 2017, 19:19 Uhr (20:19 Uhr MESZ)

Wind: −0,4 m/s
| Platz | Bahn | Name              | Land                | Zeit (s) |
| ----- | ---- | ----------------- | ------------------- | -------- |
| 1     | 4    | Christian Coleman | USA                 | 09,97    |
| 2     | 6    | Usain Bolt        | Jamaika             | 09,98    |
| 3     | 8    | Jimmy Vicaut      | Frankreich          | 10,09    |
| 4     | 7    | Chijindu Ujah     | Großbritannien      | 10,12    |
| 5     | 2    | Shuhei Tada       | Japan               | 10,26    |
| 6     | 3    | Emre Zafer Barnes | Türkei              | 10,27    |
| 7     | 5    | Andrew Fisher     | Bahrain             | 10,36    |
| 8     | 9    | Cejhae Greene     | Antigua und Barbuda | 10,64    |

## Finale
5. August 2017, 21:45 Uhr (22:45 Uhr MESZ)

Wind: −0,8 m/s
Schon im Laufe der aktuellen Saison und noch mehr in den Vorläufen und Halbfinals bei diesen Weltmeisterschaften war klar geworden, dass die Dominanz des Usain Bolt nicht mehr in der Form der letzten Jahre bestand. Seit 2007 hatte er abgesehen von 2011 – Disqualifikation nach Fehlstart – jeden Weltmeistertitel gewonnen, ebenso war er dreimal hintereinander Olympiasieger gewesen. Aber in diesem Jahr lief es nicht so wie sonst. Bolt gehörte nach wie vor zu den Favoriten, war jedoch auf diesem Niveau nicht konkurrenzlos. Vor allem sein Landsmann Yohan Blake und der US-Amerikaner Christian Coleman hatten sich im Halbfinale stark präsentiert.
Vom Start weg führte zunächst einmal Coleman, knapp dahinter lag der Südafrikaner Akani Simbine, der aber auf der Strecke den Kontakt nach ganz vorne nicht halten konnte. Gewohnt schlecht startete Bolt, auch Blake und der US-Amerikaner Justin Gatlin verloren hier schon einigen Boden. Auf der zweiten Streckenhälfte kam Bolt ins Rollen, aber auch in diesem Finale nicht ganz so stark, wie man es früher von ihm kannte. Er arbeitete sich immer näher an den weiter führenden Coleman heran, erreichte ihn jedoch nicht mehr ganz. Außen kam fast unbemerkt auch Justin Gatlin auf den zweiten fünfzig Metern immer besser ins Rennen. Er hatte das stärkste Finish aller Sprinter und setzte sich am Ende mit zwei Hundertstelsekunden Vorsprung vor Christian Coleman durch. Usain Bolt gewann eine Hundertstelsekunde hinter Coleman die Bronzemedaille. Vierter wurde vier weitere Hundertstelsekunden zurück Yohan Blake, der mit 9,99 s ebenso wie die drei Medaillengewinner unter zehn Sekunden blieb. Den fünften Platz erreichte Akani Simbine vor dem Franzosen Jimmy Vicaut und dem Briten Reece Prescod. Der Chinese Su Bingtian belegte Rang acht.

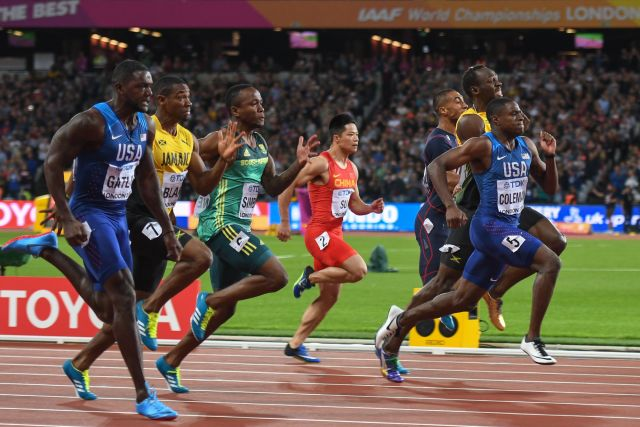
100-Meter-Finale

Weltmeister Justin hatte dreizehn Jahre zuvor bei den Olympischen Spielen 2004 in Athen die Goldmedaille über 100 Meter gewonnen. Seine Karriere war außerdem begleitet von mehrfachen Doping-Skandalen. Zweimal hatte es zunächst längere Sperren gegeben, die dann verkürzt worden waren – 2001: zunächst zwei Jahre, dann Verkürzung auf ein Jahr / 2006: zunächst lebenslang, dann Verkürzung auf acht, zuletzt auf vier Jahre. Auch nach seinem Sieg hier in London hatte es Ende des Jahres 2017 neuerliche Verdachtsmomente gegeben, die jedoch ohne Auswirkungen blieben.
| Platz | Bahn | Athlet            | Land                | Zeit (s) |
| ----- | ---- | ----------------- | ------------------- | -------- |
|       | 8    | Justin Gatlin     | USA                 | 09,92 SB |
|       | 5    | Christian Coleman | USA                 | 09,94    |
|       | 4    | Usain Bolt        | Jamaika             | 09,95 SB |
| 04    | 7    | Yohan Blake       | Jamaika             | 09,99    |
| 05    | 6    | Akani Simbine     | Südafrika           | 10,01    |
| 06    | 3    | Jimmy Vicaut      | Frankreich          | 10,08    |
| 07    | 9    | Reece Prescod     | Großbritannien      | 10,17    |
| 08    | 2    | Su Bingtian       | Volksrepublik China | 10,27    |

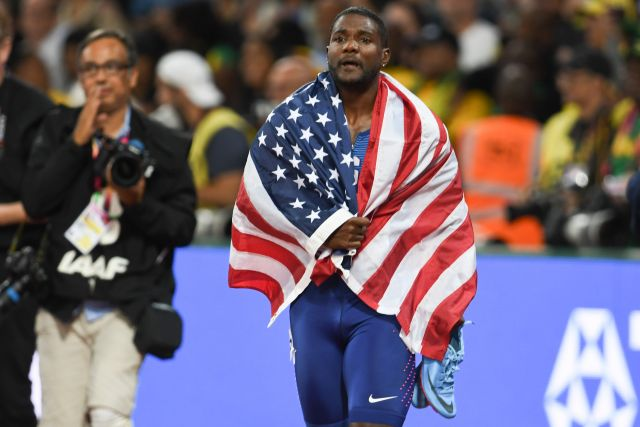
Weltmeister Justin Gatlin, USA
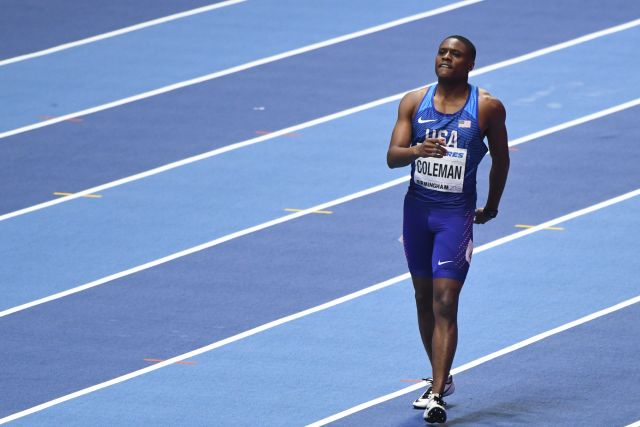
Vizeweltmeister Christian Coleman, USA
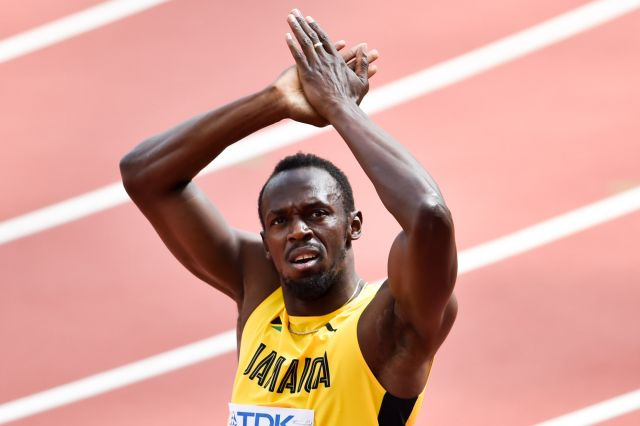
Bronzemedaillengewinner Usain Bolt aus Jamaika
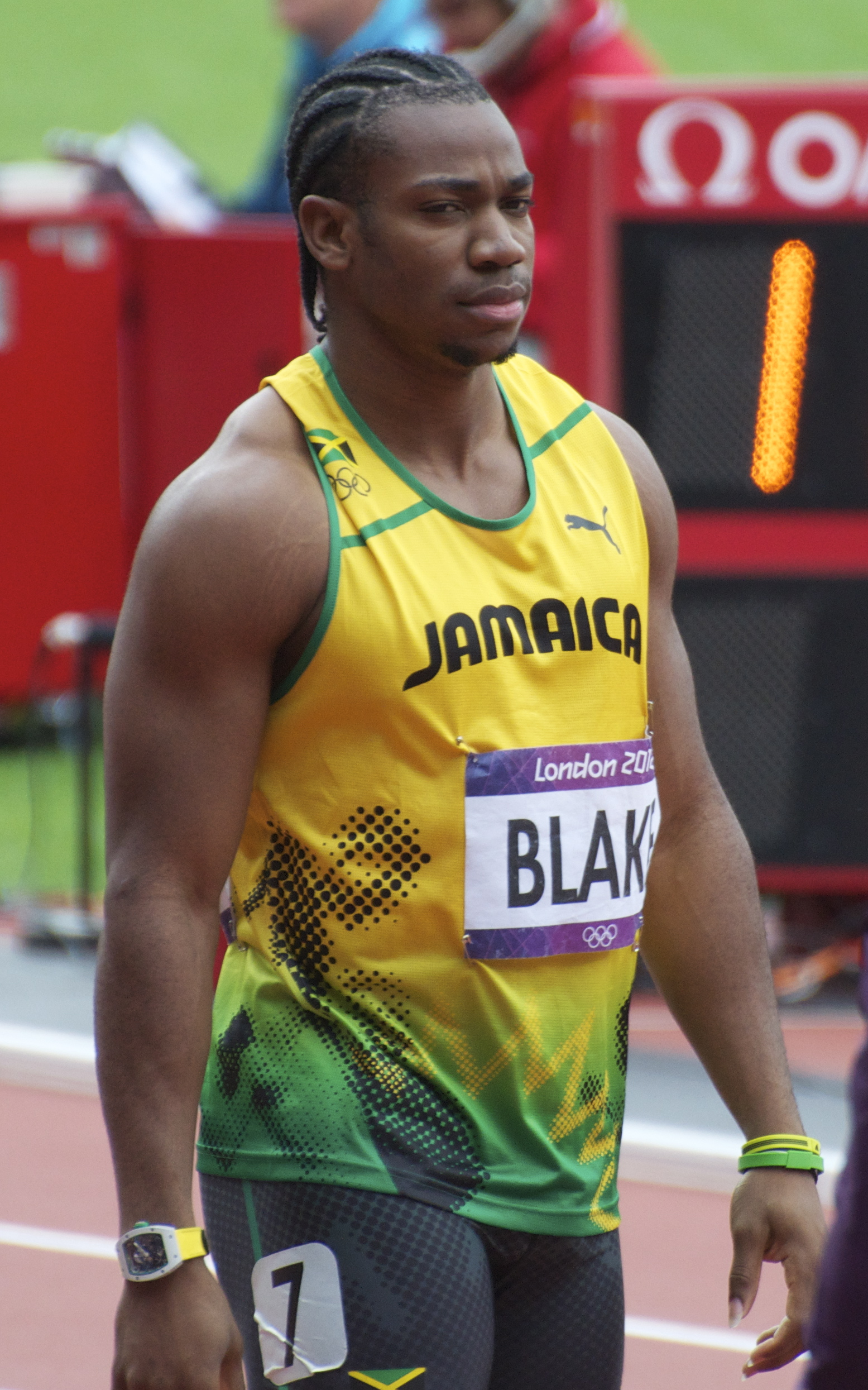
Der Jamaikaner Yohan Blake belegte im Finale Rang vier
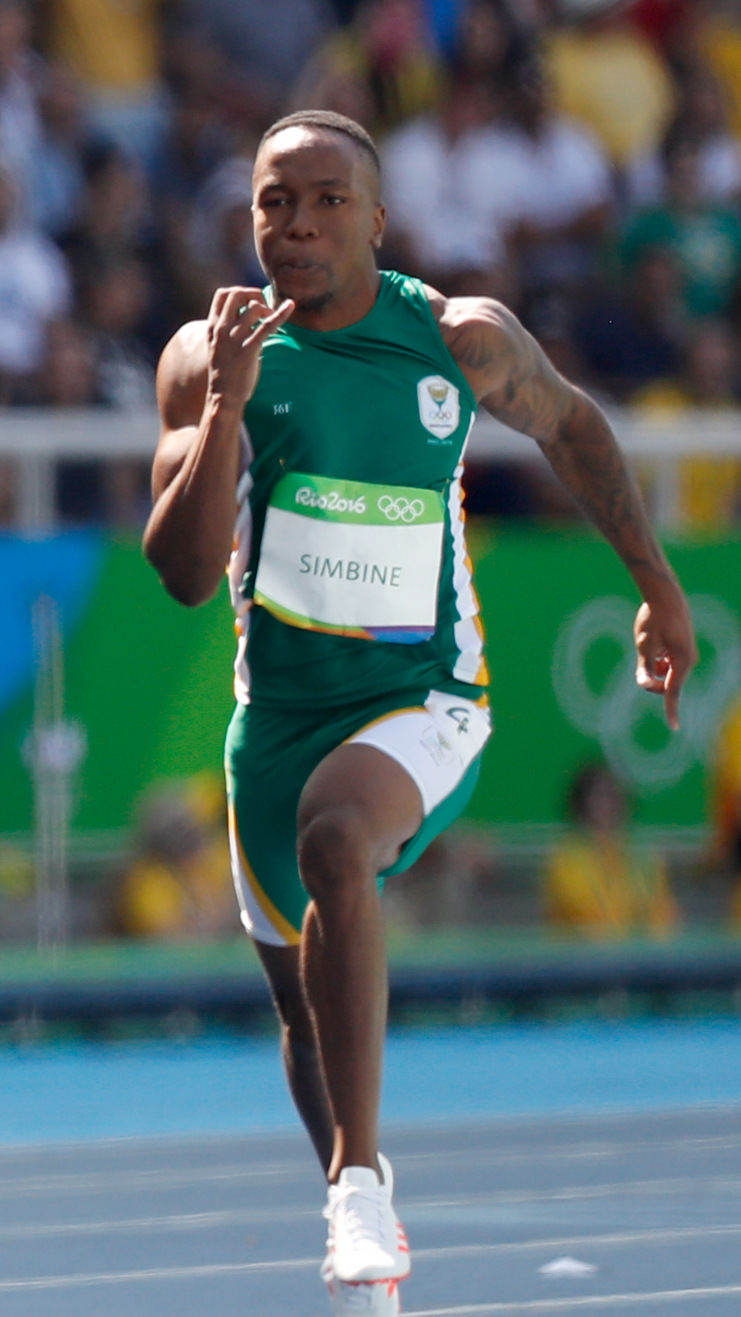
Rang fünf für den Südafrikaner Akani Simbine
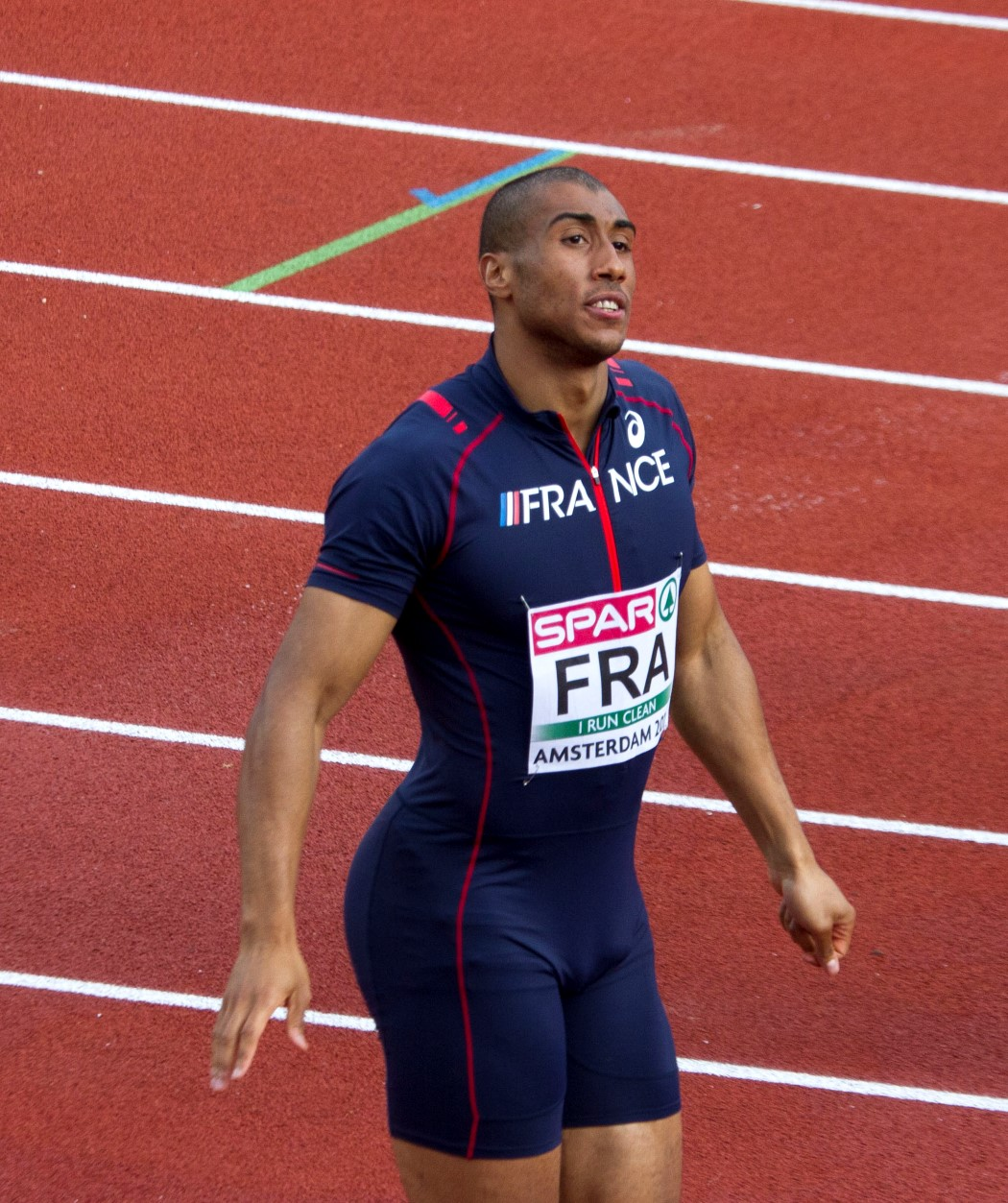
Der Franzose Jimmy Vicaut kam auf den sechsten Platz
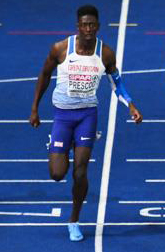
Der Brite Reece Prescod erreichte Rang sieben
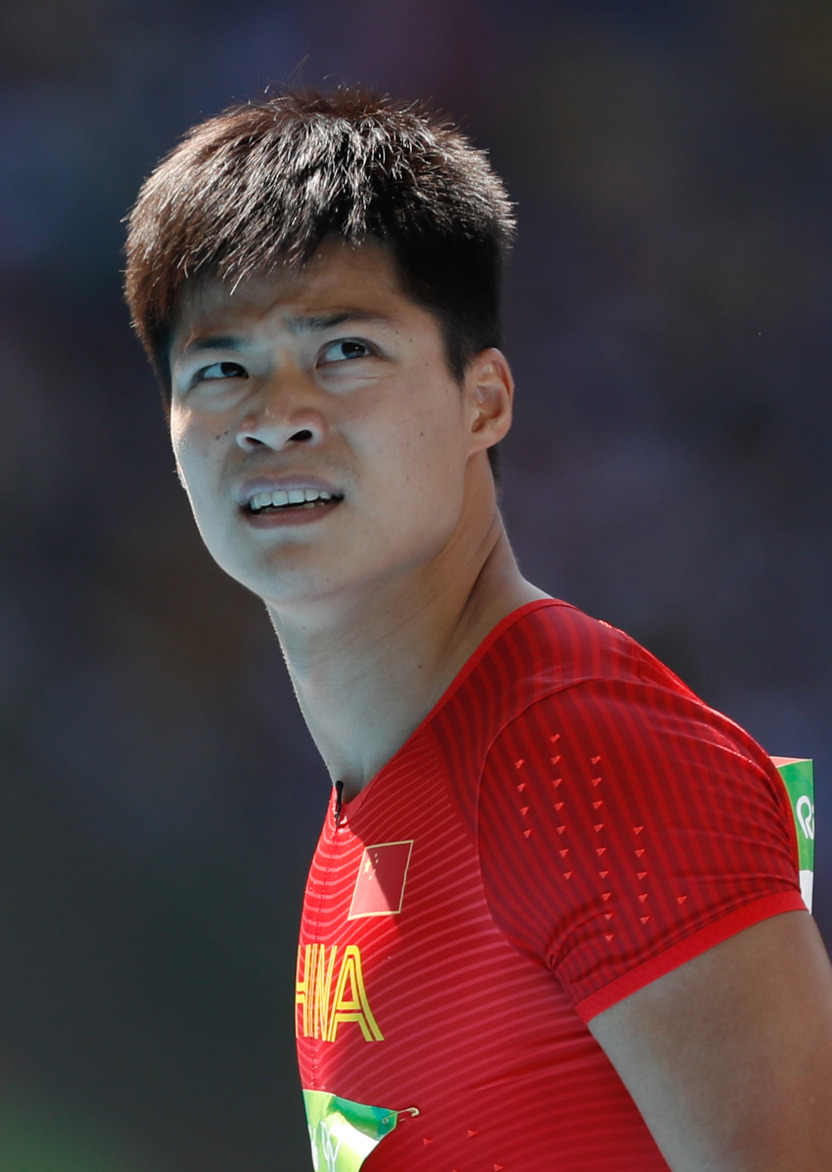
Der Chinese Su Bingtian wurde in diesem Finale Achter

## Video
- London 2017 -100m Full Final.Justin Gatlin wins this Race and beats Bolt. youtube.com, abgerufen am 25. Februar 2021